# Aliante Station
Aliante Casino and Hotel – hotel i kasyno, działający w North Las Vegas, w amerykańskim stanie Nevada. Stanowi własność korporacji Boyd Gaming. Koszt budowy obiektu wynosił 662 miliony dolarów. Grupą docelową Aliante Station są przede wszystkim lokalni mieszkańcy Las Vegas i jego okolic.
W skład Aliante Station wchodzi hotel z 202 pokojami, basen zewnętrzny, 6 restauracji oraz kasyno z ponad 2000 automatami i 35 stołami do gier.

## Historia
Aliante Station miał według planów zostać otwarty 11 listopada 2008 roku o godzinie 23:11. Wcześniej miał miejsce pokaz fajerwerków; po jego zakończeniu zgromadzeni na zewnątrz ludzie zaczęli gromadzić się przed wejściem do hotelu, powodując duży tłok i zamieszanie. Dlatego też menedżerowie obiektu podjęli decyzję o otwarciu Aliante przed czasem, o godzinie 22:40.